# Сова рибар
Сова рибар (лат. Ketupa zeylonensis) врста је птице која припада реду сова (Strigiformes) и породици правих сова (Strigidae).

## Распрострањење
Врста има станиште у Бангладешу, Вијетнаму, Ирану, Камбоџи, Кини, Лаосу, Малезији, Мјанмару, Непалу, Пакистану, Тајланду, Турској, Хонгконгу и Шри Ланци.
Врста је повремено присутна, или је миграторна врста у Сејшелима.

## Станиште
Врста Ketupa zeylonensis има станиште на копну.

## Угроженост
Ова врста није угрожена, и наведена је као последња брига јер има широко распрострањење.